# أليكسييفسكويي (تاتارستان)
أليكسييفسكويي (بالروسية: Алексеевское) هي مدينة في جمهورية تتارستان في روسيا. ويبلغ عدد سكانها حوالي 10283 نسمة.

## أعلام
- ناديجدا كوجيلنايا